# Tomorrow
A Tomorrow (magyarul: Holnap) egy dal, amely Máltát képviselte a 2013-as Eurovíziós Dalfesztiválon. A dalt a máltai Gianluca Bezzina adta elő angol nyelven.

## Az Eurovíziós Dalfesztivál
A dal a 2013. február 2-án rendezett máltai nemzeti döntőben nyerte el az indulás jogát, ahol a nézők és a zsűri szavazatai alakították ki a végeredményt. A dal a huszonnégy fős döntőből továbbjutott a tizenhat fős döntőbe, ahol az első lett.
Gianluca az Eurovíziós Dalfesztiválon a dalt először a május 16-án megrendezett második elődöntőben adta elő, a fellépési sorrendben hatodikként a bolgár Elitsa Todorova és Stoyan Yankulov Samo Shampioni (Only Champions) című dala után, és a görög Koza Mostra és Agathon Iakovidis Alcohol Is Free című dala előtt. Az elődöntőben 118 ponttal a 4. helyen végzett, így továbbjutott a döntőbe.
A május 18-án rendezett döntőben a fellépési sorrendben kilencedikként adta elő a fehérorosz Alena Lanszkaja Solayoh című dala után, és az orosz Dina Garipova What If című dala előtt. A szavazás során 120 pontot szerzett. Ez a 8. helyet jelentette a huszonhat fős mezőnyben.